# 布朗維爾 (內布拉斯加州)
布朗維爾（英語：Brownville）是位於美國內布拉斯加州尼馬哈縣的村。

## 人口
根據2020年美國人口普查的數據，布朗維爾的面積為1.69平方千米，皆為陸地。當地共有人口142人，而人口密度為每平方千米84人。